# Temporada 2017 del Campeonato Mundial de Resistencia de la FIA
La temporada 2017 del Campeonato Mundial de Resistencia de la FIA (FIA WEC) fue la sexta edición del Campeonato Mundial de Resistencia de la FIA. Fue coorganizado por la Federación Internacional del Automóvil (FIA) y Automobile Club de l'Ouest (ACO). La temporada contiene 8 carreras, dentro de las cuales están las 24 Horas de Le Mans.

## Calendario
El calendario para la Temporada 2017 del Campeonato Mundial de Resistencia de la FIA es el siguiente: Los test de pretemporada se llevaran a cabo en el Autodromo Nazionale di Monza.
| Ronda | Carrera                              | Circuito                           | Ubicación                | Fecha            |
| ----- | ------------------------------------ | ---------------------------------- | ------------------------ | ---------------- |
| 1     | 6 Horas de Silverstone               | Circuito de Silverstone            | Silverstone, Reino Unido | 16 de abril      |
| 2     | 6 Horas de Spa-Francorchamps         | Circuito de Spa-Francorchamps      | Spa, Bélgica             | 6 de mayo        |
| 3     | 24 Horas de Le Mans                  | Circuito de la Sarthe              | Le Mans, Francia         | 17 de junio      |
| 4     | 6 Horas de Nürburgring               | Nürburgring                        | Nürburg, Alemania        | 16 de julio      |
| 5     | 6 Horas de México                    | Autódromo Hermanos Rodríguez       | Ciudad de México, México | 3 de septiembre  |
| 6     | 6 Horas del Circuito de las Américas | Circuito de las Américas           | Austin, Estados Unidos   | 16 de septiembre |
| 7     | 6 Horas de Fuji                      | Fuji Speedway                      | Shizuoka, Japón          | 15 de octubre    |
| 8     | 6 Horas de Shanghái                  | Circuito Internacional de Shanghái | Shanghái, China          | 5 de noviembre   |
| 9     | 6 Horas de Baréin                    | Circuito Internacional de Baréin   | Sakhir, Baréin           | 18 de noviembre  |

## Escuderías y pilotos
Participan 4 categorías distintas: Le Mans Prototype 1 (LMP1), Le Mans Prototype 2 (LMP2), Le Mans Grand Touring Endurance Professional (LMGTE Pro) y Le Mans Grand Touring Endurance Amateur (LMGTE Am). Una nueva reglamentación de la FIA exige que, para ser entregado el Trofeo de LMP1 Privados, debe haber al menos 3 autos de temporada completa. Debido a que únicamente participa el equipo ByKolles con dos automóviles, este año no se entregará dicho trofeo;
Audi Sport Team Joest confirmó que no competirán en el Campeonato Mundial de Resistencia esta temporada. 
A su vez, Rebellion abandona la LMP1 para competir en la LMP2. Strakka Racing, que originalmente iba a participar en la LMP1 como equipo privado, decide abandonar la categoría y pasar a competir en la Blancpain GT Series. Sin embargo, anunciaron a su vez que este abandono no sería definitivo y que volverían al WEC en años posteriores.
     Inscripción para toda la temporada, elegible para cualquier campeonato.
     Tercer automóvil. Elegible para puntuar solamente en el campeonato de equipos.
     Automóvil adicional. Elegible para el campeonato de pilotos; elegible para el campeonato de constructores únicamente en las 24 Horas de Le Mans.
| Escudería                   | Automóvil            | Neu. | N.º  | Pilotos             | Pilotos                  | Pilotos            | Rondas   |
| LMP1                        | LMP1                 | LMP1 | LMP1 | LMP1                | LMP1                     | LMP1               | LMP1     |
| --------------------------- | -------------------- | ---- | ---- | ------------------- | ------------------------ | ------------------ | -------- |
| Porsche LMP Team            | Porsche 919 Hybrid   | M    | 1    | Neel Jani           | André Lotterer           | Nick Tandy         | Todas    |
| Porsche LMP Team            | Porsche 919 Hybrid   | M    | 2    | Timo Bernhard       | Earl Bamber              | Brendon Hartley    | Todas    |
| ByKolles Racing             | Enso CLM P1/01-Nismo | D    | 4    | Oliver Webb         | Dominik Kraihamer        | James Rossiter     | 1-2      |
| ByKolles Racing             | Enso CLM P1/01-Nismo | D    | 4    | Oliver Webb         | Dominik Kraihamer        | Marco Bonanomi     | 3-4      |
| Toyota Gazoo Racing         | Toyota TS050 Hybrid  | M    | 7    | Mike Conway         | Kamui Kobayashi          | José María López   | 1, 4-9   |
| Toyota Gazoo Racing         | Toyota TS050 Hybrid  | M    | 7    | Mike Conway         | Kamui Kobayashi          | Stéphane Sarrazin  | 3        |
| Toyota Gazoo Racing         | Toyota TS050 Hybrid  | M    | 8    | Sébastien Buemi     | Kazuki Nakajima          | Anthony Davidson   | 1-5, 7-9 |
| Toyota Gazoo Racing         | Toyota TS050 Hybrid  | M    | 8    | Sébastien Buemi     | Kazuki Nakajima          | Stéphane Sarrazin  | 6        |
| Toyota Gazoo Racing         | Toyota TS050 Hybrid  | M    | 9    | Yuji Kunimoto       | Nicolas Lapierre         | Stéphane Sarrazin  | 2        |
| Toyota Gazoo Racing         | Toyota TS050 Hybrid  | M    | 9    | Yuji Kunimoto       | Nicolas Lapierre         | José María López   | 3        |
| LMP2                        |                      |      |      |                     |                          |                    |          |
| Vaillante Rebellion         | Oreca 07-Gibson      | D    | 13   | Mathias Beche       | David Heinemeier Hansson | Nelson Piquet, Jr. | 1-3, 5-9 |
| Vaillante Rebellion         | Oreca 07-Gibson      | D    | 13   | Mathias Beche       | David Heinemeier Hansson | Pipo Derani        | 4        |
| Vaillante Rebellion         | Oreca 07-Gibson      | D    | 31   | Julien Canal        | Bruno Senna              | Nicolas Prost      | 1-3, 5-9 |
| Vaillante Rebellion         | Oreca 07-Gibson      | D    | 31   | Julien Canal        | Bruno Senna              | Filipe Albuquerque | 4        |
| G-Drive Racing              | Oreca 07-Gibson      | D    | 22   | Memo Rojas          | Ryō Hirakawa             | José Gutiérrez     | 3        |
| G-Drive Racing              | Oreca 07-Gibson      | D    | 26   | Roman Rusinov       | Pierre Thiriet           | Alex Lynn          | 1-3, 5-6 |
| G-Drive Racing              | Oreca 07-Gibson      | D    | 26   | Roman Rusinov       | Pierre Thiriet           | Ben Hanley         | 4        |
| G-Drive Racing              | Oreca 07-Gibson      | D    | 26   | Roman Rusinov       | Pierre Thiriet           | James Rossiter     | 7        |
| G-Drive Racing              | Oreca 07-Gibson      | D    | 26   | Roman Rusinov       | Pierre Thiriet           | Nico Müller        | 8        |
| G-Drive Racing              | Oreca 07-Gibson      | D    | 26   | Roman Rusinov       | Léo Roussel              | Loïc Duval         | 9        |
| CEFC Manor TRS Racing       | Oreca 07-Gibson      | D    | 24   | Tor Graves          | Jonathan Hirschi         | Jean-Éric Vergne   | 1-3      |
| CEFC Manor TRS Racing       | Oreca 07-Gibson      | D    | 24   | Tor Graves          | Jonathan Hirschi         | Roberto Merhi      | 4        |
| CEFC Manor TRS Racing       | Oreca 07-Gibson      | D    | 24   | Matt Rao            | Ben Hanley               | Jean-Éric Vergne   | 5-9      |
| CEFC Manor TRS Racing       | Oreca 07-Gibson      | D    | 25   | Ricardo González    | Simon Trummer            | Vitaly Petrov      | Todas    |
| TDS Racing                  | Oreca 07-Gibson      | D    | 28   | François Perrodo    | Emmanuel Collard         | Matthieu Vaxiviere | 1, 3-9   |
| TDS Racing                  | Oreca 07-Gibson      | D    | 28   | François Perrodo    | Emmanuel Collard         | Ben Hanley         | 2        |
| Signatech Alpine Matmut     | Alpine A470-Gibson   | D    | 35   | Pierre Ragues       | André Negrão             | Nelson Panciatici  | 2-4      |
| Signatech Alpine Matmut     | Alpine A470-Gibson   | D    | 36   | Gustavo Menezes     | Matt Rao                 | Nicolas Lapierre   | 1, 4     |
| Signatech Alpine Matmut     | Alpine A470-Gibson   | D    | 36   | Gustavo Menezes     | Matt Rao                 | Romain Dumas       | 2-3      |
| Signatech Alpine Matmut     | Alpine A470-Gibson   | D    | 36   | Gustavo Menezes     | Nicolas Lapierre         | André Negrão       | 5-9      |
| Jackie Chan DC Racing       | Oreca 07-Gibson      | D    | 37   | David Cheng         | Alex Brundle             | Tristan Gommendy   | Todas    |
| Jackie Chan DC Racing       | Oreca 07-Gibson      | D    | 38   | Ho-Pin Tung         | Oliver Jarvis            | Thomas Laurent     | Todas    |
| LMGTE Pro                   |                      |      |      |                     |                          |                    |          |
| AF Corse                    | Ferrari 488 GTE      | M    | 51   | James Calado        | Alessandro Pier Guidi    |                    | 1-2, 4-8 |
| AF Corse                    | Ferrari 488 GTE      | M    | 51   | James Calado        | Alessandro Pier Guidi    | Michele Rugolo     | 3        |
| AF Corse                    | Ferrari 488 GTE      | M    | 71   | Davide Rigon        | Sam Bird                 |                    | 1-2, 4-8 |
| AF Corse                    | Ferrari 488 GTE      | M    | 71   | Davide Rigon        | Sam Bird                 | Miguel Molina      | 3        |
| AF Corse                    | Ferrari 488 GTE      | M    | 71   | Davide Rigon        | Toni Vilander            |                    | 4        |
| Ford Chip Ganassi Racing UK | Ford GT              | M    | 66   | Stefan Mücke        | Olivier Pla              | Billy Johnson      | 1-3      |
| Ford Chip Ganassi Racing UK | Ford GT              | M    | 66   | Stefan Mücke        | Olivier Pla              | 4-9                |          |
| Ford Chip Ganassi Racing UK | Ford GT              | M    | 67   | Andy Priaulx        | Harry Tincknell          | Pipo Derani        | 1-3      |
| Ford Chip Ganassi Racing UK | Ford GT              | M    | 67   | Andy Priaulx        | Harry Tincknell          | 4-9                |          |
| Porsche GT Team             | Porsche 911 RSR      | M    | 91   | Richard Lietz       | Frédéric Makowiecki      |                    | 1-2, 4-9 |
| Porsche GT Team             | Porsche 911 RSR      | M    | 91   | Richard Lietz       | Frédéric Makowiecki      | Patrick Pilet      | 3        |
| Porsche GT Team             | Porsche 911 RSR      | M    | 92   | Michael Christensen | Kévin Estre              |                    | 1-2, 4-9 |
| Porsche GT Team             | Porsche 911 RSR      | M    | 92   | Michael Christensen | Kévin Estre              | Dirk Werner        | 3        |
| Aston Martin Racing         | Aston Martin Vantage | D    | 95   | Nicki Thiim         | Marco Sørensen           | Richie Stanaway    | 1-3      |
| Aston Martin Racing         | Aston Martin Vantage | D    | 95   | Nicki Thiim         | Marco Sørensen           | 4-9                |          |
| Aston Martin Racing         | Aston Martin Vantage | D    | 97   | Darren Turner       | Jonathan Adam            | Daniel Serra       | 1-6      |
| Aston Martin Racing         | Aston Martin Vantage | D    | 97   | Darren Turner       | Jonathan Adam            | 7-9                |          |
| LMGTE Am                    |                      |      |      |                     |                          |                    |          |
| Spirit of Race              | Ferrari 488 GTE      | M    | 54   | Thomas Flohr        | Francesco Castellacci    | Miguel Molina      | 1-2, 4-9 |
| Spirit of Race              | Ferrari 488 GTE      | M    | 54   | Thomas Flohr        | Francesco Castellacci    | Olivier Beretta    | 3        |
| Spirit of Race              | Ferrari 488 GTE      | M    | 55   | Duncan Cameron      | Aaron Scott              | Marco Cioci        | 3        |
| Clearwater Racing           | Ferrari 488 GTE      | M    | 60   | Richard Wee         | Hiroki Katoh             | Álvaro Parente     | 3        |
| Clearwater Racing           | Ferrari 488 GTE      | M    | 61   | Weng Sun Mok        | Keita Sawa               | Matthew Griffin    | Todas    |
| Dempsey-Proton Racing       | Porsche 911 RSR 991  | D    | 77   | Christian Ried      | Matteo Cairoli           | Marvin Dienst      | Todas    |
| Gulf Racing UK              | Porsche 911 RSR 991  | D    | 86   | Ben Barker          | Nick Foster              | Michael Wainwright | 1-6, 9   |
| Gulf Racing UK              | Porsche 911 RSR 991  | D    | 86   | Ben Barker          | Nick Foster              | Mike Hedlund       | 7        |
| Gulf Racing UK              | Porsche 911 RSR 991  | D    | 86   | Ben Barker          | Nick Foster              | Khalid Al-Qubaisi  | 8        |
| Aston Martin Racing         | Aston Martin Vantage | D    | 98   | Paul Dalla Lana     | Pedro Lamy               | Mathias Lauda      | Todas    |

## Pretemporada
| Circuito                            | Mapa del Circuito | Resultados | Resultados |
| ----------------------------------- | --- | ---------- | ---------- |
| Autodromo Nazionale di Monza, Monza | | Resultados | Resultados |
| LMP1                                | Día 1 mañana - Neel Jani (Porsche) - 1:32.068 Día 1 tarde - Mike Conway (Toyota)- 1:31.332 Día 1 noche - Neel Jani (Porsche) - 1:31.666 Día 2 mañana - Neel Jani (Porsche) - 1:32.020 Día 2 tarde - Nicolas Lapierre (Toyota) - 1:30.547                  |            |            |
| LMP2                                | Día 1 mañana - Bruno Senna (Rebellion) - 1:36.094 Día 1 tarde - Gustavo Menezes (Alpine)- 1:37.020 Día 1 noche - Mathias Beche (Rebellion) - 1:41.467 Día 2 mañana - Matthieu Vaxiviere (TDS) - 1:36.078 Día 2 tarde - Ho-Pin Tung (Manor) - 1:36.448     |            |            |
| LMGTE-Pro                           | Día 1 mañana - Michael Christensen (Porsche) - 1:47.379 Día 1 tarde - Kévin Estre (Porsche)- 1:47:884 Día 1 noche - Kévin Estre (Porsche) - 1:58.247 Día 2 mañana - Kévin Estre (Porsche) - 1:47.507 Día 2 tarde - Harry Tincknell (Ford) - 1:47.530      |            |            |
| LMGTE-Am                            | Día 1 mañana - Ben Barker (Gulf Racing) - 1:50.315 Día 1 tarde - Ben Barker (Porsche)- 1:50:035 Día 1 noche - Ben Barker (Porsche) - 2:02.640 Día 2 mañana - Miguel Molina (Spirit of Race) - 1:49.843 Día 2 tarde - Keita Sawa (Clearweather) - 1:50.271 |            |            |
| Referencias:                        | |            |            |

## Resultados y estadísticas

### Resultados de Carreras
| Ronda | Circuito          | Ganadores LMP1                                   | Ganadores LMP2                                | Ganadores LMGTE-Pro                      | Ganadores LMGTE-Am                               |
| ----- | ----------------- | ------------------------------------------------ | --------------------------------------------- | ---------------------------------------- | ------------------------------------------------ |
| 1     | Silverstone       | No. 8 Toyota Gazoo Racing                        | No. 38 Jackie Chan DC Racing                  | No. 67 Ford Chip Ganassi Team UK         | No. 61 Clearwater Racing                         |
| 1     | Silverstone       | Sébastien Buemi Anthony Davidson Kazuki Nakajima | Ho-Pin Tung Thomas Laurent Oliver Jarvis      | Andy Priaulx Harry Tincknell Pipo Derani | Weng Sun Mok Keita Sawa Matt Griffin             |
| 2     | Spa-Francorchamps | No. 8 Toyota Gazoo Racing                        | No. 26 G-Drive Racing                         | No. 71 AF Corse                          | No. 98 Aston Martin Racing                       |
| 2     | Spa-Francorchamps | Sébastien Buemi Anthony Davidson Kazuki Nakajima | Roman Rusinov Pierre Thiriet Alex Lynn        | Sam Bird Davide Rigon                    | Paul Dalla Lana Pedro Lamy Mathias Lauda         |
| 3     | Le Mans           | No. 2 Porsche LMP Team                           | No. 38 Jackie Chan DC Racing                  | No. 97 Aston Martin Racing               | No. 55 Spirit of Race                            |
| 3     | Le Mans           | Timo Bernhard Brendon Hartley Earl Bamber        | Ho-Pin Tung Thomas Laurent Oliver Jarvis      | Darren Turner Jonathan Adam Daniel Serra | Duncan Cameron Aaron Scott Marco Cioci           |
| 4     | Nürburgring       | No. 2 Porsche LMP Team                           | No. 38 Jackie Chan DC Racing                  | No. 51 AF Corse                          | No. 77 Dempsey-Proton Racing                     |
| 4     | Nürburgring       | Timo Bernhard Brendon Hartley Earl Bamber        | Ho-Pin Tung Thomas Laurent Oliver Jarvis      | James Calado Alessandro Pier Guidi       | Christian Ried Marvin Dienst Matteo Cairoli      |
| 5     | Ciudad de México  | No. 2 Porsche LMP Team                           | No. 31 Vaillante Rebellion                    | No. 95 Aston Martin Racing               | No. 77 Dempsey-Proton Racing                     |
| 5     | Ciudad de México  | Timo Bernhard Brendon Hartley Earl Bamber        | Julien Canal Nicolas Prost Bruno Senna        | Marco Sørensen Nicki Thiim               | Christian Ried Marvin Dienst Matteo Cairoli      |
| 6     | Austin            | No. 2 Porsche LMP Team                           | No. 36 Signatech Alpine Matmut                | No. 51 AF Corse                          | No. 98 Aston Martin Racing                       |
| 6     | Austin            | Timo Bernhard Brendon Hartley Earl Bamber        | Nicolas Lapierre Gustavo Menezes André Negrão | James Calado Alessandro Pier Guidi       | Paul Dalla Lana Pedro Lamy Mathias Lauda         |
| 7     | Fuji              | No. 8 Toyota Gazoo Racing                        | No. 31 Vaillante Rebellion                    | No. 51 AF Corse                          | No. 54 Spirit of Race                            |
| 7     | Fuji              | Sébastien Buemi Anthony Davidson Kazuki Nakajima | Julien Canal Nicolas Prost Bruno Senna        | James Calado Alessandro Pier Guidi       | Thomas Flohr Francesco Castellacci Miguel Molina |
| 8     | Shanghái          | No. 8 Toyota Gazoo Racing                        | No. 31 Vaillante Rebellion                    | No. 67 Ford Chip Ganassi Team UK         | No. 98 Aston Martin Racing                       |
| 8     | Shanghái          | Sébastien Buemi Anthony Davidson Kazuki Nakajima | Julien Canal Nicolas Prost Bruno Senna        | Andy Priaulx Harry Tincknell             | Paul Dalla Lana Pedro Lamy Mathias Lauda         |
| 9     | Bahrain           | No. 8 Toyota Gazoo Racing                        | No. 31 Vaillante Rebellion                    | No. 71 AF Corse                          | No. 98 Aston Martin Racing                       |
| 9     | Bahrain           | Sébastien Buemi Anthony Davidson Kazuki Nakajima | Julien Canal Nicolas Prost Bruno Senna        | Sam Bird Davide Rigon                    | Paul Dalla Lana Pedro Lamy Mathias Lauda         |

### Puntuaciones
| Posición | 1º | 2º | 3º | 4º | 5º | 6º | 7º | 8º | 9º | 10º | Otros Clasificados |
| -------- | -- | -- | -- | -- | -- | -- | -- | -- | -- | --- | ------------------ |
| Puntos   | 25 | 18 | 15 | 12 | 10 | 8  | 6  | 4  | 2  | 1   | 0.5                |

- En las 24 Horas de Le Mans los puntos se multiplican por 2

### Campeonatos de pilotos

#### Campeonato Mundial de Resistencia de Pilotos (LMP1)
Debido a la cantidad de equipos y pilotos que en realidad clasifican por este campeonato en particular, únicamente se muestran los primeros 10 clasificados. Aparecen en este campeonato todos los modelos LMP1 y LMP2.
| Pos. | N.º | Piloto                   | SIL | SPA | LMS | NÜR | MEX | COA | FUJ | SHA | BHR | Puntos |
| ---- | --- | ------------------------ | --- | --- | --- | --- | --- | --- | --- | --- | --- | ------ |
| 1    | 2   | Timo Bernhard            | 2   | 3   | 1   | 1   | 1   | 1   | 4   | 2   | 2   | 208    |
| 1    | 2   | Earl Bamber              | 2   | 3   | 1   | 1   | 1   | 1   | 4   | 2   | 2   | 208    |
| 1    | 2   | Brendon Hartley          | 2   | 3   | 1   | 1   | 1   | 1   | 4   | 2   | 2   | 208    |
| 2    | 8   | Sébastien Buemi          | 1   | 1   | 6   | 4   | 3   | 3   | 1   | 1   | 1   | 183    |
| 2    | 8   | Kazuki Nakajima          | 1   | 1   | 6   | 4   | 3   | 3   | 1   | 1   | 1   | 183    |
| 3    | 8   | Anthony Davidson         | 1   | 1   | 6   | 4   | 3   |     | 1   | 1   | 1   | 168    |
| 4    | 1   | Neel Jani                | 3   | 4   | Ret | 2   | 2   | 2   | 3   | 3   | 3   | 129    |
| 4    | 1   | Nick Tandy               | 3   | 4   | Ret | 2   | 2   | 2   | 3   | 3   | 3   | 129    |
| 4    | 1   | André Lotterer           | 3   | 4   | Ret | 2   | 2   | 2   | 3   | 3   | 3   | 129    |
| 5    | 7   | Mike Conway              | 13  | 2   | Ret | 3   | 4   | 4   | 2   | 4   | 4   | 103.5  |
| 5    | 7   | Kamui Kobayashi          | 13  | 2   | Ret | 3   | 4   | 4   | 2   | 4   | 4   | 103.5  |
| 6    | 7   | José María López         | 13  |     | Ret | 3   | 4   | 4   | 2   | 4   | 4   | 84.5   |
| 7    | 38  | Ho-Pin Tung              | 4   | 9   | 2   | 5   | 13  | 8   | 7   | 8   | 6   | 82.5   |
| 7    | 38  | Oliver Jarvis            | 4   | 9   | 2   | 5   | 13  | 8   | 7   | 8   | 6   | 82.5   |
| 7    | 38  | Thomas Laurent           | 4   | 9   | 2   | 5   | 13  | 8   | 7   | 8   | 6   | 82.5   |
| 8    | 31  | Bruno Senna              | 5   | 8   | 8   | 6   | 5   | 7   | 5   | 5   | 5   | 76     |
| 8    | 31  | Julien Canal             | 5   | 8   | 8   | 6   | 5   | 7   | 5   | 5   | 5   | 76     |
| 9    | 31  | Nicolas Prost            | 5   | 8   | 8   |     | 5   | 7   | 5   | 5   | 5   | 68     |
| 10   | 35  | André Negrão             |     | 12  | 4   | Ret | 6   | 5   | 6   | 6   | 8   | 62.5   |
| 11   | 35  | Gustavo Menezes          | 7   | 11  | 7   | 7   | 6   | 5   | 6   | 6   | 8   | 62.5   |
| 12   | 36  | Nicolas Lapierre         | 7   |     |     | 7   | 6   | 5   | 6   | 6   | 8   | 60     |
| 12   | 7   | Nicolas Lapierre         |     | 5   | Ret |     |     |     |     |     |     | 60     |
| 13   | 37  | David Cheng              | 11  | 16  | 3   | 9   | 10  | 9   | Ret | 12  | 12  | 37     |
| 13   | 37  | Alex Brundle             | 11  | 16  | 3   | 9   | 10  | 9   | Ret | 12  | 12  | 37     |
| 13   | 37  | Tristan Gommendy         | 11  | 16  | 3   | 9   | 10  | 9   | Ret | 12  | 12  | 37     |
| 14   | 36  | Matt Rao                 | 7   | 11  | 7   | 7   |     |     |     |     |     | 35     |
| 14   | 24  | Matt Rao                 |     |     |     |     | 7   | 10  | 9   | 13  | 10  | 35     |
| 15   | 24  | Jean-Éric Vergne         | 9   | 13  | 5   |     | 7   | 10  | 9   | 13  | 10  | 32.5   |
| 16   | 13  | David Heinemeier Hansson | 13  | 10  | DSQ | 8   | 9   | 6   | DSQ | 7   | 7   | 27.5   |
| 16   | 13  | Mathias Beche            | 13  | 10  | DSQ | 8   | 9   | 6   | DSQ | 7   | 7   | 27.5   |
| 17   | 8   | Stéphane Sarrazin        |     | 5   | Ret |     |     | 3   |     |     |     | 26     |
| 18   | 35  | Pierre Ragues            |     | 12  | 4   | Ret |     |     |     |     |     | 24.5   |
| 18   | 35  | Nelson Panciatici        |     | 12  | 4   | Ret |     |     |     |     |     | 24.5   |
| 19   | 13  | Nelson Piquet Jr.        | 13  | 10  | DSQ |     | 9   | 6   | DSQ | 7   | 7   | 23.5   |
| 20   | 24  | Jonathan Hirschi         | 9   | 13  | 5   | 13  |     |     |     |     |     | 23     |
| 20   | 24  | Tor Graves               | 9   | 13  | 5   | 13  |     |     |     |     |     | 23     |

#### Campeonato Mundial de Resistencia para Pilotos de GT (LMGTE)
Debido a la cantidad de pilotos únicamente se muestran los 14 primeros clasificados. Clasifican todos los LMGTE-Pro y LMGTE-Am
| Pos. | Piloto                | Equipo                      | SIL | SPA | LMS | NÜR | MEX | COA | FUJ | SHA | BHR | Total puntos |
| ---- | --------------------- | --------------------------- | --- | --- | --- | --- | --- | --- | --- | --- | --- | ------------ |
| 1    | James Calado          | AF Corse                    | 2   | 2   | 14  | 1   | 6   | 1   | 1   | 3   | 2   | 153          |
| 1    | Alessandro Pier Guidi | AF Corse                    | 2   | 2   | 14  | 1   | 6   | 1   | 1   | 3   | 2   | 153          |
| 2    | Richard Lietz         | Porsche GT Team             | 3   | 5   | 3   | 2   | 3   | 6   | 2   | 2   | 4   | 145          |
| 2    | Frédéric Makowiecki   | Porsche GT Team             | 3   | 5   | 3   | 2   | 3   | 6   | 2   | 2   | 4   | 145          |
| 3    | Andy Priaulx          | Ford Chip Ganassi Racing UK | 1   | 4   | 2   | 5   | 4   | 7   | 13  | 1   | 3   | 142.5        |
| 3    | Harry Tincknell       | Ford Chip Ganassi Racing UK | 1   | 4   | 2   | 5   | 4   | 7   | 13  | 1   | 3   | 142.5        |
| 4    | Davide Rigon          | AF Corse                    | 5   | 1   | 4   | 11  | 2   | 3   | 5   | 6   | 1   | 139.5        |
| 5    | Sam Bird              | AF Corse                    | 5   | 1   | 4   |     | 2   | 3   | 5   | 6   | 1   | 139          |
| 6    | Nicki Thiim           | Aston Martin Racing         | 6   | 8   | 5   | 4   | 1   | 4   | 7   | 5   | 7   | 104          |
| 6    | Marco Sørensen        | Aston Martin Racing         | 6   | 8   | 5   | 4   | 1   | 4   | 7   | 5   | 7   | 104          |
| 7    | Darren Turner         | Aston Martin Racing         | 7   | 7   | 1   | 7   | Ret | 5   | 6   | 8   | 6   | 101          |
| 7    | Jonathan Adam         | Aston Martin Racing         | 7   | 7   | 1   | 7   | Ret | 5   | 6   | 8   | 6   | 101          |
| 8    | Stefan Mücke          | Ford Chip Ganassi Racing UK | 4   | 3   | 6   | 6   | 7   | 8   | 4   | 4   | 5   | 95           |
| 8    | Olivier Pla           | Ford Chip Ganassi Racing UK | 4   | 3   | 6   | 6   | 7   | 8   | 4   | 4   | 5   | 95           |
| 9    | Daniel Serra          | Aston Martin Racing         | 7   | 7   | 1   | 7   | Ret | 5   |     |     |     | 79           |
| 10   | Pipo Derani           | Ford Chip Ganassi Racing UK | 1   | 4   | 2   |     |     |     |     |     |     | 74           |
| 11   | Michael Christensen   | Porsche GT Team             | Ret | 6   | Ret | 3   | 5   | 2   | 3   | Ret | Ret | 67           |
| 11   | Kévin Estre           | Porsche GT Team             | Ret | 6   | Ret | 3   | 5   | 2   | 3   | Ret | Ret | 67           |
| 12   | Billy Johnson         | Ford Chip Ganassi Racing UK | 4   | 3   | 6   |     |     |     |     |     |     | 43           |
| 13   | Miguel Molina         | Spirit of Race              | Ret | 12  |     | 9   | 11  | 11  | 8   | Ret | 10  | 32.5         |
| 13   | Miguel Molina         | AF Corse                    |     |     | 4   |     |     |     |     |     |     | 32.5         |
| 14   | Richie Stanaway       | Aston Martin Racing         | 6   | 8   | 5   |     |     |     |     |     |     | 32           |
| 15   | Patrick Pilet         | Porsche GT Team             |     |     | 3   |     |     |     |     |     |     | 30           |
| 16   | Paul Dalla Lana       | Aston Martin Racing         | 9   | 9   | 10  | 10  | 9   | 9   | 12  | 8   | 9   | 19.5         |
| 16   | Pedro Lamy            | Aston Martin Racing         | 9   | 9   | 10  | 10  | 9   | 9   | 12  | 8   | 9   | 19.5         |
| 16   | Mathias Lauda         | Aston Martin Racing         | 9   | 9   | 10  | 10  | 9   | 9   | 12  | 8   | 9   | 19.5         |
| 17   | Weng Sun Mok          | Clearwater Racing           | 8   | 11  | 8   | 12  | 12  | 10  | 9   | 11  | 9   | 19           |
| 17   | Keita Sawa            | Clearwater Racing           | 8   | 11  | 8   | 12  | 12  | 10  | 9   | 11  | 9   | 19           |
| 17   | Matt Griffin          | Clearwater Racing           | 8   | 11  | 8   | 12  | 12  | 10  | 9   | 11  | 9   | 19           |
| 18   | Christian Ried        | Dempsey-Proton Racing       | 10  | 10  | 9   | 8   | 8   | 12  | 10  | 10  | 11  | 17           |
| 18   | Marvin Dienst         | Dempsey-Proton Racing       | 10  | 10  | 9   | 8   | 8   | 12  | 10  | 10  | 11  | 17           |
| 18   | Matteo Cairoli        | Dempsey-Proton Racing       | 10  | 10  | 9   | 8   | 8   | 12  | 10  | 10  | 11  | 17           |

#### Trofeo de la FIA para pilotos LMP2
| Pos. | Piloto                   | Equipo                  | SIL | SPA | LMS | NÜR | MEX | COA | FUJ | SHA | BHR | Total puntos |
| ---- | ------------------------ | ----------------------- | --- | --- | --- | --- | --- | --- | --- | --- | --- | ------------ |
| 1    | Julien Canal             | Vaillante Rebellion     | 2   | 2   | 6   | 2   | 1   | 3   | 1   | 1   | 1   | 186          |
| 1    | Bruno Senna              | Vaillante Rebellion     | 2   | 2   | 6   | 2   | 1   | 3   | 1   | 1   | 1   | 186          |
| 2    | Ho-Pin Tung              | Jackie Chan DC Racing   | 1   | 3   | 1   | 1   | 9   | 4   | 3   | 4   | 2   | 175          |
| 2    | Oliver Jarvis            | Jackie Chan DC Racing   | 1   | 3   | 1   | 1   | 9   | 4   | 3   | 4   | 2   | 175          |
| 2    | Thomas Laurent           | Jackie Chan DC Racing   | 1   | 3   | 1   | 1   | 9   | 4   | 3   | 4   | 2   | 175          |
| 3    | Nicolas Prost            | Vaillante Rebellion     | 2   | 2   | 6   |     | 1   | 3   | 1   | 1   | 1   | 168          |
| 4    | Gustavo Menezes          | Signatech Alpine Matmut | 4   | 5   | 5   | 3   | 2   | 1   | 2   | 2   | 4   | 151          |
| 5    | André Negrão             | Signatech Alpine Matmut |     | 6   | 3   | Ret | 2   | 1   | 2   | 2   | 4   | 132          |
| 6    | Nicolas Lapierre         | Signatech Alpine Matmut | 4   |     |     | 3   | 2   | 1   | 2   | 2   | 4   | 121          |
| 7    | Matt Rao                 | Signatech Alpine Matmut | 4   | 5   | 5   | 3   |     |     |     |     |     | 100          |
| 7    | Matt Rao                 | CEFC Manor TRS Racing   |     |     |     |     | 3   | 6   | 5   | 9   | 6   | 100          |
| 8    | Mathias Beche            | Vaillante Rebellion     | 9   | 4   | DSQ | 4   | 5   | 2   | DSQ | 3   | 3   | 85           |
| 8    | David Heinemeier Hansson | Vaillante Rebellion     | 9   | 4   | DSQ | 4   | 5   | 2   | DSQ | 3   | 3   | 85           |
| 9    | Roman Rusinov            | G-Drive Racing          | 5   | 1   | Ret | 6   | 4   | 8   | 6   | 7   | 7   | 82           |
| 10   | Jean-Éric Vergne         | CEFC Manor TRS Racing   | 6   | 7   | 4   |     | 3   | 6   | 5   | 9   | 6   | 81           |
| 11   | David Cheng              | Jackie Chan DC Racing   | 8   | 10  | 2   | 5   | 6   | 5   | Ret | 8   | 8   | 77           |
| 11   | Alex Brundle             | Jackie Chan DC Racing   | 8   | 10  | 2   | 5   | 6   | 5   | Ret | 8   | 8   | 77           |
| 11   | Tristan Gommendy         | Jackie Chan DC Racing   | 8   | 10  | 2   | 5   | 6   | 5   | Ret | 8   | 8   | 77           |
| 12   | Nelson Piquet Jr.        | Vaillante Rebellion     | 9   | 4   | DSQ |     | 5   | 2   | DSQ | 3   | 3   | 73           |
| 13   | Pierre Thiriet           | G-Drive Racing          | 5   | 1   | Ret | 6   | 4   | 8   | 6   |     |     | 70           |
| 14   | François Perrodo         | TDS Racing              | 3   | 9   | Ret | 8   | 7   | 7   | 4   | 6   | 9   | 55           |
| 14   | Emmanuel Collard         | TDS Racing              | 3   | 9   | Ret | 8   | 7   | 7   | 4   | 6   | 9   | 55           |
| 15   | Alex Lynn                | G-Drive Racing          | 5   | 1   | Ret |     | 4   | 8   |     |     |     | 54           |
| 16   | Matthieu Vaxiviere       | TDS Racing              | 3   |     | Ret | 8   | 7   | 7   | 4   | 6   | 9   | 53           |
| 17   | Ben Hanley               | TDS Racing              |     | 9   |     |     |     |     |     |     |     | 53           |
| 17   | Ben Hanley               | G-Drive Racing          |     |     |     | 6   |     |     |     |     |     | 53           |
| 17   | Ben Hanley               | CEFC Manor TRS Racing   |     |     |     |     | 3   | 6   | 5   | 9   | 6   | 53           |
| 18   | Roberto González         | CEFC Manor TRS Racing   | 7   | 8   | Ret | 7   | 8   | Ret | 7   | 5   | 5   | 46           |
| 18   | Simon Trummer            | CEFC Manor TRS Racing   | 7   | 8   | Ret | 7   | 8   | Ret | 7   | 5   | 5   | 46           |
| 18   | Vitaly Petrov            | CEFC Manor TRS Racing   | 7   | 8   | Ret | 7   | 8   | Ret | 7   | 5   | 5   | 46           |
| 19   | Tor Graves               | CEFC Manor TRS Racing   | 6   | 7   | 4   | 9   |     |     |     |     |     | 40           |
| 19   | Jonathan Hirschi         | CEFC Manor TRS Racing   | 6   | 7   | 4   | 9   |     |     |     |     |     | 40           |
| 20   | Nelson Panciatici        | Signatech Alpine Matmut |     | 6   | 3   | Ret |     |     |     |     |     | 38           |
| 20   | Pierre Ragues            | Signatech Alpine Matmut |     | 6   | 3   | Ret |     |     |     |     |     | 38           |

#### Trofeo FIA para pilotos LMGTE-Am
| Pos. | Piloto                | Equipo                | SIL | SPA | LMS | NÜR | MEX | COA | FUJ | SHA | BHR | Total puntos |
| ---- | --------------------- | --------------------- | --- | --- | --- | --- | --- | --- | --- | --- | --- | ------------ |
| 1    | Paul Dalla Lana       | Aston Martin Racing   | 2   | 1   | 4   | 3   | 2   | 1   | 5   | 1   | 1   | 192          |
| 1    | Pedro Lamy            | Aston Martin Racing   | 2   | 1   | 4   | 3   | 2   | 1   | 5   | 1   | 1   | 192          |
| 1    | Mathias Lauda         | Aston Martin Racing   | 2   | 1   | 4   | 3   | 2   | 1   | 5   | 1   | 1   | 192          |
| 2    | Christian Ried        | Dempsey-Proton Racing | 3   | 2   | 3   | 1   | 1   | 4   | 3   | 3   | 4   | 168          |
| 2    | Marvin Dienst         | Dempsey-Proton Racing | 3   | 2   | 3   | 1   | 1   | 4   | 3   | 3   | 4   | 168          |
| 2    | Matteo Cairoli        | Dempsey-Proton Racing | 3   | 2   | 3   | 1   | 1   | 4   | 3   | 3   | 4   | 168          |
| 3    | Weng Sun Mok          | Clearwater Racing     | 1   | 3   | 2   | 4   | 5   | 2   | 2   | 4   | 2   | 165          |
| 3    | Keita Sawa            | Clearwater Racing     | 1   | 3   | 2   | 4   | 5   | 2   | 2   | 4   | 2   | 165          |
| 3    | Matt Griffin          | Clearwater Racing     | 1   | 3   | 2   | 4   | 5   | 2   | 2   | 4   | 2   | 165          |
| 4    | Thomas Flohr          | Spirit of Race        | Ret | 4   | 7   | 2   | 4   | 3   | 1   | Ret | 3   | 109          |
| 4    | Francesco Castellacci | Spirit of Race        | Ret | 4   | 7   | 2   | 4   | 3   | 1   | Ret | 3   | 109          |
| 5    | Miguel Molina         | Spirit of Race        | Ret | 4   |     | 2   | 4   | 3   | 1   | Ret | 3   | 97           |
| 6    | Ben Barker            | Gulf Racing           | 4   | Ret | 5   | 5   | 3   | Ret | 4   | 2   | 5   | 97           |
| 6    | Nick Foster           | Gulf Racing           | 4   | Ret | 5   | 5   | 3   | Ret | 4   | 2   | 5   | 97           |
| 7    | Michael Wainwright    | Gulf Racing           | 4   | Ret | 5   | 5   | 3   | Ret |     |     | 5   | 67           |
| 8    | Duncan Cameron        | Spirit of Race        |     |     | 1   |     |     |     |     |     |     | 50           |
| 8    | Aaron Scott           | Spirit of Race        |     |     | 1   |     |     |     |     |     |     | 50           |
| 8    | Marco Cioci           | Spirit of Race        |     |     | 1   |     |     |     |     |     |     | 50           |
| 9    | Khalid Al-Qubaisi     | Gulf Racing           |     |     |     |     |     |     |     | 2   |     | 18           |
| 10   | Richard Wee           | Clearwater Racing     |     |     | 6   |     |     |     |     |     |     | 16           |
| 10   | Hiroki Katoh          | Clearwater Racing     |     |     | 6   |     |     |     |     |     |     | 16           |
| 10   | Álvaro Parente        | Clearwater Racing     |     |     | 6   |     |     |     |     |     |     | 16           |
| 11   | Mike Hedlund          | Gulf Racing           |     |     |     |     |     |     | 4   |     |     | 12           |
| 12   | Olivier Beretta       | Spirit of Race        |     |     | 7   |     |     |     |     |     |     | 12           |

### Campeonatos de Constructores

#### Campeonato Mundial de Resistencia para Constructores
Para esta categoría únicamente participan los constructores de LMP1. Puntúan los 2 mejores resultados de cada constructor.
| Pos. | Constructor | SIL | SPA | LMS | NÜR | MEX | COA | FUJ | SHA | BHR | Total puntos |
| ---- | ----------- | --- | --- | --- | --- | --- | --- | --- | --- | --- | ------------ |
| 1    | Porsche     | 2   | 3   | 1   | 1   | 1   | 1   | 3   | 2   | 2   | 337          |
| 1    | Porsche     | 3   | 4   | Ret | 2   | 2   | 2   | 4   | 3   | 3   | 337          |
| 2    | Toyota      | 1   | 1   | 6   | 4   | 3   | 3   | 1   | 1   | 1   | 286.5        |
| 2    | Toyota      | 23  | 2   | Ret | 3   | 4   | 4   | 2   | 4   | 4   | 286.5        |

#### Campeonato Mundial de Resistencia para Constructores de GT
En este mundial se incluyen todos los constructores tanto de LMGTE-Pro como de LMGTE-Am. Al igual que el campeonato mundial para LMP1, puntúan los 2 mejores resultados de cada constructor.
| Pos. | Constructor  | SIL | SPA | LMS | NÜR | MEX | COA | FUJ | SHA | BHR | Total puntos |
| ---- | ------------ | --- | --- | --- | --- | --- | --- | --- | --- | --- | ------------ |
| 1    | Ferrari      | 2   | 1   | 4   | 1   | 2   | 1   | 1   | 3   | 1   | 305          |
| 1    | Ferrari      | 5   | 2   | 7   | 9   | 6   | 3   | 5   | 6   | 2   | 305          |
| 2    | Ford         | 1   | 3   | 2   | 5   | 4   | 7   | 4   | 1   | 3   | 237.5        |
| 2    | Ford         | 4   | 4   | 6   | 6   | 7   | 8   | 13  | 4   | 5   | 237.5        |
| 3    | Porsche      | 3   | 5   | 3   | 2   | 3   | 2   | 2   | 2   | 4   | 223.5        |
| 3    | Porsche      | 10  | 6   | 8   | 3   | 5   | 6   | 3   | 9   | 11  | 223.5        |
| 4    | Aston Martin | 6   | 7   | 1   | 4   | 1   | 4   | 6   | 5   | 6   | 207          |
| 4    | Aston Martin | 7   | 8   | 5   | 7   | 9   | 5   | 7   | 7   | 7   | 207          |

### Campeoatos de equipos

#### Trofeo FIA para equipos LMP2
| Pos. | N.º | Equipo                  | SIL | SPA | LMS | NÜR | MEX | COA | FUJ | SHA | BHR | Total puntos |
| ---- | --- | ----------------------- | --- | --- | --- | --- | --- | --- | --- | --- | --- | ------------ |
| 1    | 31  | Vaillante Rebellion     | 2   | 2   | 6   | 2   | 1   | 3   | 1   | 1   | 1   | 186          |
| 2    | 38  | Jackie Chan DC Racing   | 1   | 3   | 1   | 1   | 9   | 4   | 3   | 4   | 2   | 175          |
| 3    | 36  | Signatech Alpine Matmut | 4   | 5   | 5   | 3   | 2   | 1   | 2   | 2   | 4   | 151          |
| 4    | 13  | Vaillante Rebellion     | 9   | 4   | DSQ | 4   | 5   | 2   | DSQ | 3   | 3   | 85           |
| 5    | 24  | CEFC Manor TRS Racing   | 6   | 7   | 4   | 9   | 3   | 6   | 5   | 9   | 6   | 83           |
| 6    | 26  | G-Drive Racing          | 5   | 1   | Ret | 6   | 4   | 8   | 6   | 7   | 7   | 82           |
| 7    | 37  | Jackie Chan DC Racing   | 8   | 10  | 2   | 5   | 6   | 5   | Ret | 8   | 8   | 77           |
| 8    | 28  | TDS Racing              | 3   | 9   | Ret | 8   | 7   | 7   | 4   | 6   | 9   | 55           |
| 9    | 25  | CEFC Manor TRS Racing   | 7   | 8   | Ret | 7   | 8   | Ret | 7   | 5   | 5   | 46           |
| 10   | 35  | Signatech Alpine Matmut |     | 6   | 3   | Ret |     |     |     |     |     | 38           |

#### Trofeo FIA para equipos LMGTE-Pro
| Pos. | N.º | Equipo                      | SIL | SPA | LMS | NÜR | MEX | COA | FUJ | SHA | BHR | Total puntos |
| ---- | --- | --------------------------- | --- | --- | --- | --- | --- | --- | --- | --- | --- | ------------ |
| 1    | 51  | AF Corse                    | 2   | 2   | 7   | 1   | 6   | 1   | 1   | 3   | 2   | 164          |
| 2    | 67  | Ford Chip Ganassi Racing UK | 1   | 4   | 2   | 5   | 4   | 7   | 8   | 1   | 3   | 146          |
| 3    | 91  | Porsche GT Team             | 3   | 5   | 3   | 2   | 3   | 6   | 2   | 2   | 4   | 145          |
| 4    | 71  | AF Corse                    | 5   | 1   | 4   | 8   | 2   | 3   | 5   | 6   | 1   | 143          |
| 5    | 95  | Aston Martin Racing         | 6   | 8   | 5   | 4   | 1   | 4   | 7   | 5   | 7   | 104          |
| 6    | 97  | Aston Martin Racing         | 7   | 7   | 1   | 7   | Ret | 5   | 6   | 7   | 6   | 101          |
| 7    | 66  | Ford Chip Ganassi Racing UK | 4   | 3   | 6   | 6   | 7   | 8   | 4   | 4   | 5   | 95           |
| 8    | 92  | Porsche GT Team             | Ret | 6   | Ret | 3   | 5   | 2   | 3   | Ret | Ret | 67           |

#### Trofeo FIA para equipos LMGTE-Am
| Pos. | N.º | Equipo                | SIL | SPA | LMS | NÜR | MEX | COA | FUJ | SHA | BHR | Total puntos |
| ---- | --- | --------------------- | --- | --- | --- | --- | --- | --- | --- | --- | --- | ------------ |
| 1    | 98  | Aston Martin Racing   | 2   | 1   | 3   | 3   | 2   | 1   | 5   | 1   | 1   | 198          |
| 2    | 61  | Clearwater Racing     | 1   | 3   | 1   | 4   | 5   | 2   | 2   | 4   | 2   | 179          |
| 3    | 77  | Dempsey-Proton Racing | 3   | 2   | 2   | 1   | 1   | 4   | 3   | 3   | 4   | 174          |
| 4    | 54  | Spirit of Race        | Ret | 4   | 5   | 2   | 4   | 3   | 1   | Ret | 3   | 117          |
| 5    | 86  | Gulf Racing           | 4   | Ret | 4   | 5   | 3   | Ret | 4   | 2   | 5   | 101          |